# Obóz Nahr al-Bared

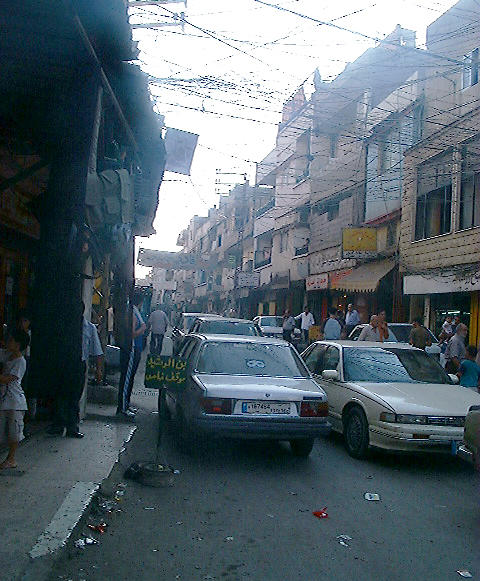
Obóz Nahr al-Bared

Obóz Nahr al-Bared (arab. نهر البارد) – obóz palestyńskich uchodźców położony w północnym Libanie, blisko miasta portowego Trypolis. W obozie mieszka około 30 000 Palestyńczyków.

## Konflikt
W maju 2007 r. obóz stał się centrum walk pomiędzy libańskim wojskiem a palestyńską grupą Fatah al-Islam.